# 大管区指導者学校
大管区指導者学校（独 : Gauführerschule）は国家社会主義ドイツ労働者党（ナチ党）の養成機関である。大管区指導者学校は一般に、党の政治指導者向けの養成機関として発足したが、他の党組織の教育も担当していた。
大管区指導者学校は、全国の各大管区における『大管区修練閣（Gauschulungsburg）』と呼ばれた城郭風の建物を本校としていた。

## 概要

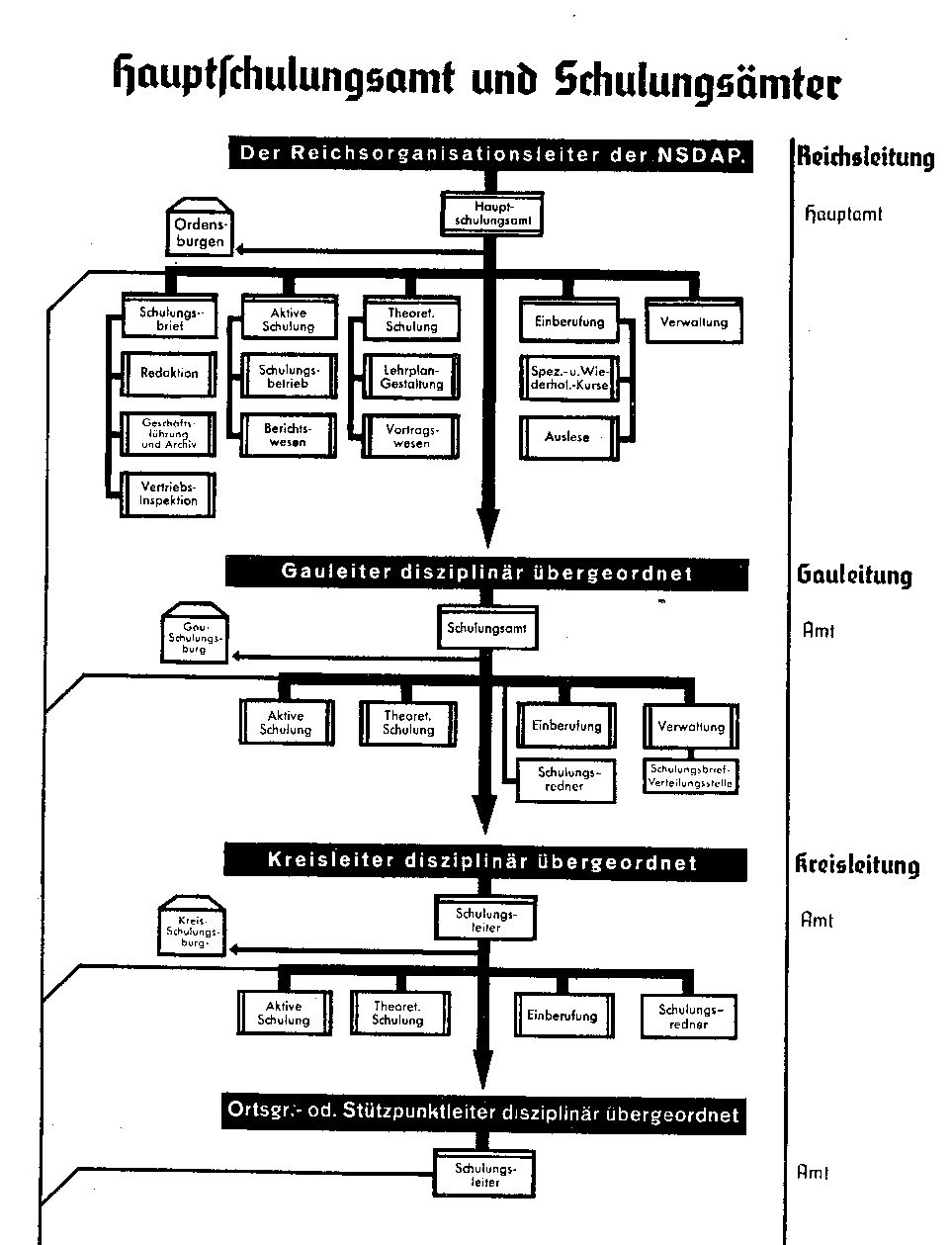
ナチ党高等教育機関の構造

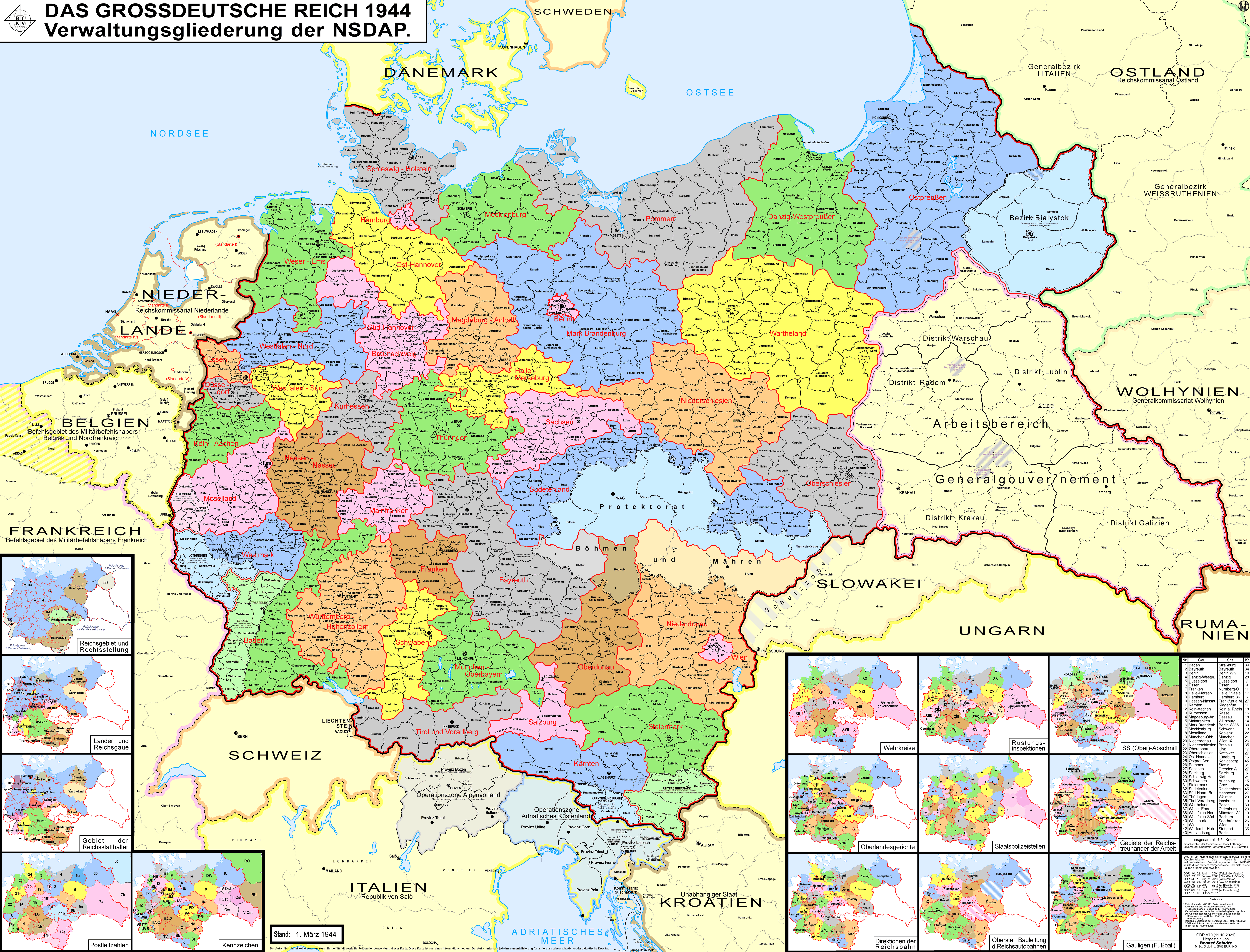
1944年時点の大管区

ナチ党全国組織指導者であるロベルト・ライは、全国党教育指導者（Reichsschulungsleiter）として、党内の政治指導者や、支部の末端党員および関連組織の思想的教育指導の責任者でもあった。
大管区修練閣（Gauschulungsburg）や管区修練閣（Kreisschulungsburg）への入学には、全国組織指導者であるライの承認が必要であった。これらの教育施設は、全国43区の大管区にそれぞれ設置される予定となっていた。
1937年頃、総統の肩書きをアドルフ・ヒトラー固有のものとするため、指導者学校（Führerschule）の呼称を教練閣（Schulungsburg）に置き換えようとしたが、結局は失敗に終わった。その他、党組織の訓練施設は党の組織要覧では専門学校（Fachschulen）と称されている。
指導はナチズムのイデオロギーに基づいて行われたため、党の研修所が監督していた。国家社会主義公共福祉（NSV）の教育拠点となったのは、ケリングフーゼンの学校であった。
更なる高等教育機関として、全国指導者学校（Reichsführerschule）やオルデンスブルク政治指導者学校（NS-Ordensburgen）が存在し、他には、方面指導者学校（Landesführerschulen）が存在していた。大管区教練閣は下部地方組織の教育のため、地区教育部（Ortsgruppenschulungen）を組織していた。
教育における課題内容は、ナチ党の組織要覧では「国内政策、外交政策、人種・遺伝論、経済・社会政策、歴史・地政学の分野における国家社会主義者の基本的見解を教育すること」と紹介されていた。

## 参加者

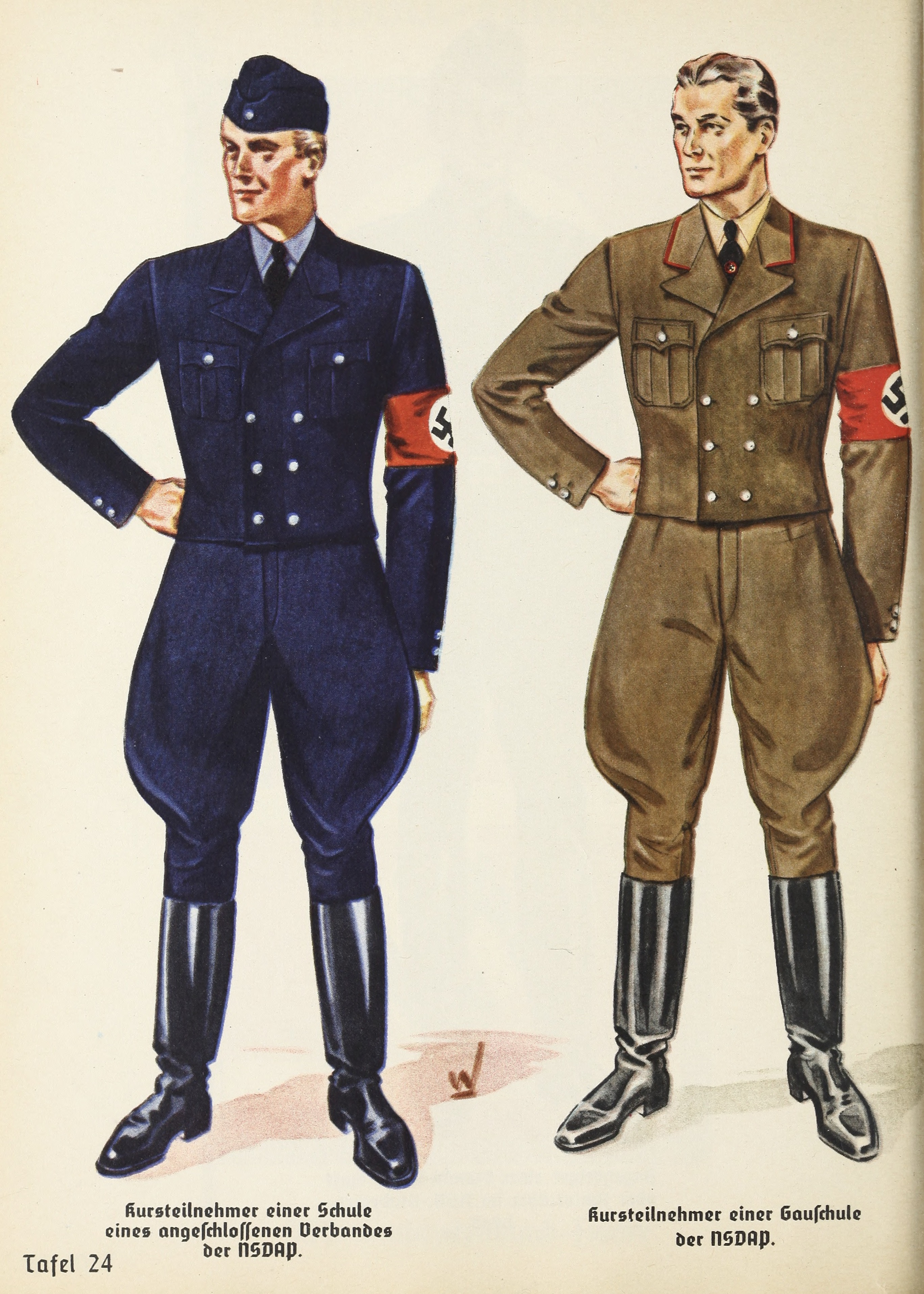
1936年の指導者学校生徒の制服（左より党加盟組織研修生、大管区指導者学校生徒）

ナチ党の政治指導者や全ての党の弁士をはじめ、選考を経て入学した者はそのまま「イデオロギー教育研修生」として登録された。国家社会主義女性同盟（NSF）やドイツ婦人事業団（DFW）、歓喜力行団（KdF）を含むドイツ労働戦線（DAF）の指導幹部、国家社会主義公共福祉（NSV）国家社会主義ドイツ医師会（NSDÄB）、国家社会主義弁護士会（NSRB）の役員も研修生として参加していた。
また、国家社会主義教員連盟（NSLB）、国家社会主義ドイツ学生同盟（NSDStB）、国家社会主義ドイツ講師協会（NSDoB）に所属する者も党教育機関への参加が求められた。

## 指導者学校の設置された大管区の一覧
- バーデン大管区
- バイロイト大管区
- ベルリン大管区
- 西プロイセン大管区
- デュッセルドルフ大管区
- エッセン大管区
- フランケン大管区
- ハレ＝メルゼブルク（ドイツ語版）大管区
- ハンブルク大管区
- ヘッセン＝ナッサウ大管区
- ケルン＝アーヘン大管区
- クールヘッセン（ドイツ語版）大管区
- マクデブルク＝アンハルト大管区
- マイン＝フランケン大管区
- マルク＝ブランデンブルク大管区
- メクレンブルク大管区
- モーゼルラント大管区
- ミュンヘン＝オーバーバイエルン大管区
- ニーダーシュレージエン大管区
- オーバーシュレージエン大管区
- 東ハノーファー大管区
- 東プロイセン大管区
- ポンメルン大管区
- ザクセン大管区
- シュレースヴィヒ＝ホルシュタイン大管区
- シュヴァーベン大管区
- 南ハノーファー＝ブラウンシュヴァイク大管区
- テューリンゲン大管区
- ヴェーザー＝エムス大管区
- 北ヴェストファーレン大管区
- 南ヴェストファーレン大管区
- ヴェストマルク大管区
- ヴュルテンベルク＝ホーエンツォレルン（ドイツ語版）大管区
- ケルンテン帝国大管区
- 下ドナウ帝国大管区
- 上ドナウ帝国大管区
- ウィーン帝国大管区
- ザルツブルク帝国大管区
- シュタイアーマルク帝国大管区
- ズデーテン帝国大管区
- フォアアールベルク帝国大管区
- ヴァルテラント帝国大管区